# (458) Герциния
(458) Герциния (нем. Hercynia) — астероид из группы главного пояса, который был открыт 15 сентября 1900 года немецкими астрономами Максом Вольфом и Фридрихом Швассманом в обсерватории Хайдельберг и назван в честь Герцинского леса, древнего лесного массива на территории современной Германии.